# Свети Николай (Берковица)
Вижте пояснителната страница за други значения на Свети Николай.
„Свети Николай“ или „Свети Никола“ е възрожденска православна църква в град Берковица, България.

## История
Храмът е построен в центъра на града в 1871 година. Осветен е същата година от митрополит Доротей Софийски, който дарява 5000 гроша за строежа на храма.
В архитектурно отношение е великолепната трикорабна църква с женска църква. Архитект е видният възрожденски майстор Георги Новаков Джонгар. Градена е от ломен, а на места от дялан камък. След 1879 година сградата е надстроена с около 80 см и е издигнат богато украсен купол. Над страничните крила на сградата са издигнати по един по-малък купол и така е постигната по-голяма монументалност. В 1898 година майстор Пандул Попов построява камбанарията на входа.
Иконостасът, владишкият трон и амвонът вероятно са дело на майстор Димитър Фандъков. Иконостасът е раздвижен, огънат в центъра към апсидата. Мотивите му са решени плоско и схематично. Автори на иконите са Константин Ангелов и Данаил Щиплията. На иконата на Свети Спиридон има надпис: „Настоѧщиѧ икона приложиха еснаф грнчарски за душевно спасенiе на 1872: месецъ февруари 17: изруки Данилъ“. Други негови икони в храма са на Свети Тома, Свети Илия и Свети Йоан Рилски. В храма има икони и на Анастас Спасов.
Камбанарията, която е на входа, е построена през 1898 г. майстор. 
В двора на църквата се намира и най-старото класно училище в Берковица, в което сега се помещава Градската художествена галерия „Отец Паисий“.